# Rock Me (canção de ABBA)
"Rock Me" (Me balance), primeiramente chamado de "Didn't I?" (Eu não) e mais tarde "Baby", foi uma canção gravada em 1974 pelo grupo pop sueco ABBA.
Foi usado como lado B para do single de 1975, "I Do, I Do, I Do, I Do, I Do". No entanto, depois de "I Do, I Do, I Do, I Do, I Do" se tornar um hit número 1 na Austrália e Nova Zelândia, "Rock Me" foi lançada como lado A, atingindo as posição de 4º e 2º lugar, respectivamente. Também foi emitida como lado A na Iugoslávia e em 1979 foi incluída no Greatest Hits Vol. 2. O ABBA também executou a faixa em duas tours pelo mundo, como visto em ABBA: The Movie (1977) e o documentário de 1979, ABBA In Concert. A canção era para ser destaque no musical "Mamma Mia!", onde seria interpretada em um barco, enquanto os três pais e um personagem excluído, Stanley, balançava o barco de lado a lado.
A música foi originalmente gravada como "Baby" com letras diferentes em 18 de outubro de 1974 na Glen Studio e foi lançado em CD no box Thank You for the Music como parte da seção "ABBA Undeleted". Foi escrita por Björn Ulvaeus e Benny Andersson.